# رودلف إكشتاين
رودلف إكشتاين (بالألمانية: Rudolf Eckstein)‏ هو مجدف ألماني، ولد في 1915، وتوفي في 25 مايو 1993.

## وصلات خارجية
- رودلف إكشتاين على موقع الاتحاد الدولي للتجديف (الإنجليزية)
- رودلف إكشتاين على موقع اللجنة الأولمبية الدولية (الإنجليزية)
- رودلف إكشتاين على موقع أوليمبيديا (الإنجليزية)